# Hernán Hevia
Hernán Alejandro Hevia Gnecco (n. 30 de julio de 1969) es un actor y exatleta chileno que se hizo conocido con el personaje de "El Guille" en el programa juvenil de Chilevisión Extra Jóvenes durante la primera mitad de los noventa, además de haber participado en destacadas teleseries de Canal 13 en la misma década. 
En su juventud se dedicó a la actividad deportiva. En el Sudamericano Adulto de Atletismo de 1989 alcanzó el récord chileno de relevo 4 x 400 junto con Alejandro Krauss, Carlos Morales y Pablo Squella. Aquella marca no ha sido superada en tres décadas.
Incursionó brevemente en la animación junto a Karla Constant e Íngrid Cruz en el desaparecido programa Sin Mochila de Canal 13 en el año 2000 e incluso participó en el reality show del mismo canal La Granja VIP el año 2005. En la actualidad está retirado de la actuación y los medios, y se encuentra dedicado exclusivamente a hacer coaching a diversas empresas.

## Teleseries
| Año  | Teleserie            | Personaje         | Rol        | Canal    |
| ---- | -------------------- | ----------------- | ---------- | -------- |
| 1995 | El amor está de moda | Caco              | Secundario | Canal 13 |
| 1995 | Amor a Domicilio     | Danilo Morales    | Secundario | Canal 13 |
| 1996 | Adrenalina           | Mario Opazo       | Secundario | Canal 13 |
| 1997 | Eclipse de Luna      | Max               | Secundario | Canal 13 |
| 1998 | Amándote             | Alan Foms         | Secundario | Canal 13 |
| 1998 | Marparaíso           | Daniel Montenegro | Secundario | Canal 13 |
| 1999 | Cerro Alegre         | Matías Prado      | Antagónico | Canal 13 |